# 동해광희고등학교
동해광희고등학교(東海光熙高等學校)는 대한민국 강원특별자치도 동해시 동회동에 위치한 사립 고등학교이다

## 학교 연혁
- 1967년 9월 25일 : 학교법인 광희학원을 설립하고 홍희표 설립자 이사장 취임
- 1981년 11월 25일 : 북평광희고등학교 인문고등학교 9학급 설립 인가
- 1982년 1월 18일 : 고등학교 15학급 학칙 변경
- 1982년 3월 1일 : 최석희 초대 교장 취임
- 1982년 3월 3일 : 제1회 입학식 (300명)
- 1995년 3월 1일 : 동해광희고등학교 교명 변경
- 2018년 8월 6일 : 경영정보과(1학급), 사무회계과(1학급) 학과 개편 인가
- 2024년 1월 3일 : 제40회 196명(누계 13,576명) 졸업
- 2024년 3월 1일 : 26학급 학칙 변경(보통과 23학급, 경영정보과 3학급)
- 2024년 9월 1일 : 김선태 제7대 교장 취임
- 2025년 3월 4일 : 입학(1학년 8학급 199명)

## 설치 학과
- 경영정보과
- 일반학과

## 참고 자료
- 동해광희고등학교 - 한국교육학술정보원 학교알리미